# Banc du Geyser
Banc du Geyser – rafa znajdująca się pomiędzy archipelagiem Komorów a Madagaskarem. Ma ona owalny kształt, tworzące ją skały są widoczne ponad powierzchnią oceanu podczas odpływu. Rafa stanowi zagrożenie dla żeglugi, gdyż podczas wysokiego przypływu jest ukryta pod wodą.
Jest ona terytorium spornym pomiędzy trzema państwami. Według Francji wchodzi ona w skład Wysp Rozproszonych, dystryktu Francuskich Terytoriów Południowych i Antarktycznych. W 1976 roku Madagaskar uznał ją za część swojego terytorium; również Komory roszczą sobie do niej prawo. Wody w pobliżu Banc du Geyser są patrolowane przez Francuzów, którzy walczą z nielegalnymi połowami na terenie swojej wyłącznej strefy ekonomicznej wokół wysp Glorieuses.